# Alessandro Ciriani
Alessandro Ciriani (ur. 2 sierpnia 1970 w Pordenone) – włoski polityk i samorządowiec, prezydent prowincji Pordenone, burmistrz Pordenone, poseł do Parlamentu Europejskiego X kadencji.

## Życiorys
Brat polityka Luki Cirianiego. Ukończył nauki polityczne na Uniwersytecie w Trieście. Był pracownikiem administracyjnym w agencji pracy w Maniago. Należał do Sojuszu Narodowego i Ludu Wolności. W 1999 został radnym prowincji Pordenone, a w 2004 asesorem i zastępcą prezydenta prowincji. W 2008 przejął obowiązki prezydenta prowincji; został następnie wybrany na tę funkcję w 2009, sprawując ją do 2014. W 2016 został natomiast wybrany na burmistrza Pordenone, w 2021 z powodzeniem ubiegał się o reelekcję.
W wyborach w 2024 z ramienia ugrupowania Bracia Włosi uzyskał mandat posła do Parlamentu Europejskiego X kadencji.